# 고성 옥천사 연대암 신중도
고성 옥천사 연대암 신중도(固城 玉泉寺 蓮臺庵 神衆圖)는 대한민국 경상남도 고성군 개천면 옥천사 연대암에 있는 신중도이다. 2017년 11월 30일 경상남도의 유형문화재 제620호로 지정되었다.

## 지정 사유
고성 옥천사 연대암 신중도는 19세기 대표적인 화승인 천여가 직접 제작한 불화로 화면 구성 및 채색이 뛰어난 작품이다. 또한 19세기 중반의 신중도 양식을 살펴볼 수 있을 뿐만 아니라 이 시기 이후에 제작되는 신중도의 모본적인 양식을 갖춘 문화재이다.

## 참고 문헌
- 고성 옥천사 연대암 신중도 - 국가유산청 국가유산포털